# Chalmore Lock
Das Chalmore Lock war eine Schleuse mit einem Wehr, die zwischen 1838 und 1883 in der Themse bei Wallingford in Oxfordshire, England, existierte.

## Geschichte
Das Chalmore Lock wurde 1838 von der Thames Navigation Commission an einer Stelle, die Chalmore Hole genannt wurde, zwischen dem Cleeve Lock und dem Benson Lock gebaut. Die Schleuse war als Sommer- oder Niedrigwasserschleuse gedacht. Die meiste Zeit waren die beidseitigen Schleusentore  der Schleusenkammer geöffnet. Die Fallhöhe betrug nur 45 Zentimeter beim niedrigsten Wasserstand im Sommer. Als sie gebaut wurde, wurde sie als ein Wehr mit zwei Toren beschrieben. Ihr Nutzen zeigte sich bald nach dem Bau, als ein Boot flussaufwärts auf eine Untiefe auflief und innerhalb von fünf Minuten wieder freikam, nachdem die Tore geschlossen worden waren. Es gab einen Schleusenwärter und es wurde eine Gebühr für die Benutzung erhoben. Die Schleuse verfiel jedoch und die Thames Conservancy war bestrebt sie zu beseitigen. Trotzdem bemühten sich die Einwohner von Wallingford nach 1874 für ihren Erhalt, da sie Nachteile für den Ort durch ihre Entfernung befürchteten. 1881 vertiefte die Thames Conservancy den Fluss abwärts der Wallingford Bridge und im Winter des Jahres zerstörte Treibeis einen Großteil des Wehrs. 1883 wurde die Schleuse schließlich abgetragen.

## Erwähnung in der Literatur
Das Chalmore Lock ist Gegenstand einer Begebenheit im Roman Drei Mann in einem Boot (1889) von Jerome K. Jerome. Dabei geht es um eine Bootsfahrt vom Benson Lock, bei der erwartet wird, dass das Wallingford Lock schnell erreicht wird. Doch da die benutzte Karte veraltet ist, führt die Fahrt unter zunehmender Unruhe bei hereinbrechender Nacht bis zum Cleeve Lock.
William Staniland nahm 1884 The Lay of Chalmore Lock in sein Buch Songs after Sunset auf.